# Dicksonia sellowiana
Espèce
Statut CITES
Dicksonia sellowiana est une espèce plantes de la famille des Dicksoniaceae. C'est une fougère arborescente, devenue rare au Mexique.

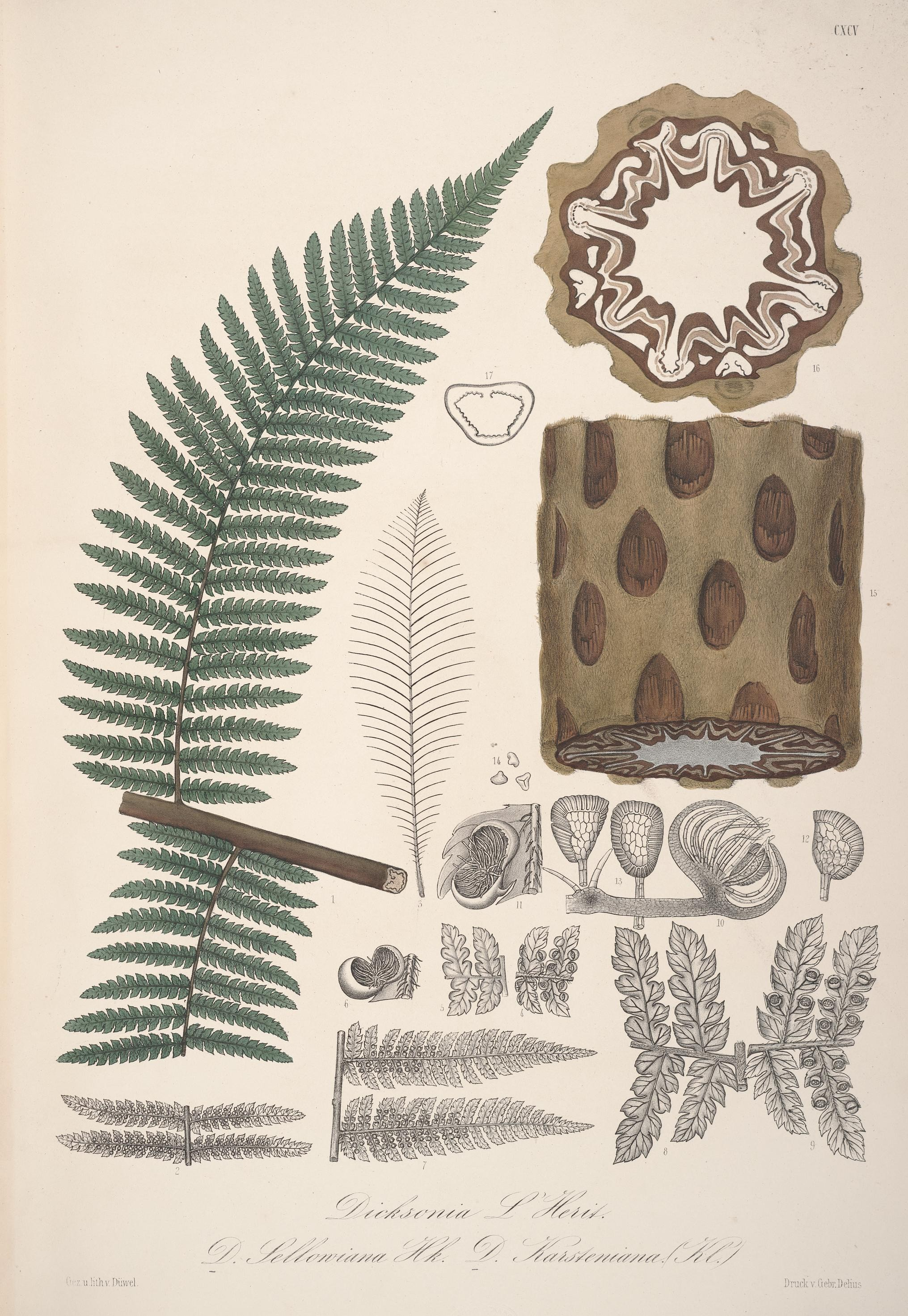
Pl. CXCV Florae Columbiae.